# توماس راديك
توماس راديك (بالإستونية: Toomas Raadik)‏ مواليد 15 أغسطس 1990 في إستونيا، هو لاعب كرة سلة إستوني. بدأ مسيرته الاحترافية في سنة 2008. يلعب مع نادي جامعة تالين للتقنية لكرة السلة. يحمل الرقم 23. فاز بالدوري الإستوني الممتاز لكرة السلة في موسم 2012–13.

## روابط خارجية
- توماس راديك على موقع الاتحاد الدولي لكرة السلة (الإنجليزية)
- توماس راديك على موقع الدوري الأوروبي لكرة السلة (الإنجليزية)
- توماس راديك على موقع كرة السلة الأوروبية.كوم (الإنجليزية)
- توماس راديك على موقع ريلجم (الإنجليزية)
- توماس راديك على موقع بروبوليرز (الإنجليزية)
- توماس راديك على موقع سبورتس رفرنس (الإنجليزية)